# Charles-Alexandre de Calonne
Charles-Alexandre de Calonne (Douai, 20 januari 1734 – Parijs, 30 oktober 1802) was contrôleur général des finances van Frankrijk onder koning Lodewijk XVI van 3 november 1783 tot 17 mei 1787.

## Achtergrond
Hij werd geboren in Douai in een familie uit de hogere klasse. Hij werd advocaat bij de algemene raad van Artois, procureur bij het parlement van Douai, intendant van Metz (1768) en van Rijsel (1774). Hij was een man met opmerkelijke zakelijke vaardigheden en ondernemersgeest, maar over het algemeen gewetenloos, vooral in zijn politieke loopbaan.

## Contrôleur général des finances
Door toedoen van minister van Buitenlandse Zaken Charles Gravier de Vergennes werd hij aangesteld als controleur van de financiën. Vergennes had een bloedhekel aan Jacques Necker, minister van financiën van 1776 tot 1781 en op de kritiek die hij had op de Franse inmenging in de Amerikaanse Revolutie.
De belastinghervormingen, die de Calonne wilde doorvoeren, waren gebaseerd op de principes van Anne Robert Jacques Turgot. Zoals zijn voorgangers kreeg hij te maken met veel tegenkantingen en daarom besloot hij een Assemblée des notables bijeen te roepen, hooggeplaatsten uitgekozen door de koning. Onder leiding van graaf van de Provence werd de assemblée afgedaan als ongrondwettelijk. Een lastercampagne werd opgestart en de Calonne kreeg de bijnaam Monsieur Déficit.

## Val
Toen de Vergennes in 1787 stierf, viel de Calonne bij de koning in ongenade en vluchtte naar Groot-Brittannië. Na zijn vertrek was Frankrijk virtueel failliet. Tijdens de Franse Revolutie in 1789 probeerde hij naar Frankrijk terug te keren, maar hij was er niet welkom, vanaf dan behoorde hij tot wat men noemt de Franse émigrés. Hij was aanwezig op de Verklaring van Pillnitz, ter verdediging van de Franse monarchie. In 1802 kreeg van hij van Napoleon Bonaparte de toelating om naar Frankrijk terug te keren. Een maand na zijn intrek in Parijs stierf hij.